# Chewing High!!
Chewing High!!（チューイングハイ）は、日本の5人組ロックバンドである。2013年結成。略称はちゅーはい。

## 略歴
2013年、仮面ライダーGIRLSのメンバー（当時）の名倉と、仮面ライダーシリーズの楽曲に参加していた綾野を中心に結成された。当初は、オリジナル楽曲の制作を進めながらライブを中心に活動していたが、ドラムの片岡がThinking Dogsの結成を機に脱退した。
2014年、ファースト・ミニアルバム『Bring it on!!』をリリース。同時に、このアルバムにキーボードとして参加した村原康介がメンバーに加わった。同年12月に、恵比寿club aimにて初のワンマンライブを開催。
2015年、ファースト・フルアルバム『Top of Girlrock』をリリースし、東京・大阪・名古屋でのワンマンツアーを開催。
2016年、セカンド・アルバム『STAGE』をリリースし、東京でワンマンライブを開催。
2018年9月16日を以て活動を休止。

## メンバー
- 名倉かおり
  - パート：ボーカル
  - 誕生日：12月17日
  - 血液型：B
  - 出身地：愛知県
  - 2015年まで仮面ライダーGIRLSに在籍していた。
- 綾野光紘
  - パート：ギター
  - 誕生日：2月4日
  - 血液型：O
  - 出身地：東京都
- 坂野央征
  - パート：ドラム
  - 誕生日：11月5日
  - 血液型：O
  - 出身地：山形県
- 長野典二
  - パート：ベース
  - 誕生日：6月13日
  - 血液型：O
  - 出身地：福岡県
- 村原康介
  - パート：キーボード
  - 誕生日：9月4日
  - 血液型：B
  - 出身地：鹿児島県

### 元メンバー
- 片岡大輝 - ドラム担当。2013年に脱退。

## ディスコグラフィ

### LIVE DVD
| 発売日       | タイトル                                   |
| ------------ | ------------------------------------------ |
| 2015年9月2日 | “Top of GirlrocK” Tour at Shibuya RUIDO.K2 |